# 谷田一郎
谷田 一郎（たにだ いちろう、1965年 - ）は、日本のCMディレクター、グラフィックデザイナー、CGクリエイター、イラストレーター。2022年 現代美術作家としてデビュー。

## 来歴
1965年東京生まれ。1986年 谷口広樹に師事。1987年ヒロ杉山と Neo-Art Group 結成。1992年タイクーングラフィックス（宮師雄一、鈴木直之）デザインの”ID-JAPAN”にヴィジュアルで参加。1994年TOWA TEI “TECHNOVA”のCG制作（演出：中野裕之）。1996年John and Jane Doe Inc.を設立。ラフォーレ・グランバザールのヴィジュアル制作（AD：青木克憲）。2004年 佐藤可士和と ART DESIGN 結成。2005年 Graphic Wave 谷田一郎・東泉一郎・森本千絵（ギンザ・グラフィック・ギャラリー）。2008年 佐内正史と mini DVD 結成。2018年 映像作家 VJ TECHNOVAとしての活動を始める。2022年 Akio Nagasawa Gallery Aoyama にて初個展。現代美術家としてデビューする。
【個展】
2022年11 月 [GRAFFITI BUDDHA」展 Akio Nagasawa Gallery Aoyama
2023年7 月「GRAFFITI BUDDHA BEGINS」展
2023年12月7日-2024年2月3日 Akio Nagasawa Gallery Aoyamaにて「蓮華/ RENGE」谷田一郎
2023年12月 「青蓮華」京都岡崎蔦屋書店
2024年3月 「グラフィティ仏陀 ビギンズ」京都展　スキャッターブレイン京町家
2024年9月 「結界から蓮華へ 」YOD Gallery
【グループ展】
2021年 WAVE2021（3331 Arts Chiyoda）
2022年 WAVE2022（3331 Arts Chiyoda）
2022年 GRAFFITI BUDDHA 南無阿明朝体 エクストラ・ヘヴィ EH-NAM（銀座蔦屋書店 インフォメーションカウンター前）
2023年1月13日-29日  京都府京都市下京区 haku kyotoギャラリーにて「干支 兎 原画展」に参加。桑原茂一編集発行『Freedom dictionary』No.209うさぎカレンダー特集。参加アーティスト: 田中知之、しりあがり寿、ミック・イタヤ、安斎肇、ヒロ杉山、谷田一郎、若木信吾、寺田克也、福津宣人、植田工、上出惠悟、アワジトモミ、伊藤桂司。
2023年 NEO PAINTING TOKYO 3 [PART2]（Akio Nagasawa Gallery Aoyama）
2023年 WAVE BLUE 2023（Lurf MUSEUM 2F ）
2023年11月30日-2024年1月21日　アルテジオミュージアムにて『freedom dictionary 』展 in 由布院　『芸術交円』。参加アーティスト：安齋肇　伊藤桂司　上出惠悟　谷田一郎　寺田克也　ヒロ杉山　福津宣人　MASAYO.Y  ミック・イタヤ
2024年7月27日-8月18日 THE NORTH FACE STANDARD 京都にて『freedom dictionary』「選曲とART：坂本龍一を偲ぶ会」出展。坂本龍一のアルバム『音楽図鑑』より「Tibetan Dance」を選曲し、同タイトルで出展。freedom dictionary オリジナルART-Tシャツ販売。参加アーティスト：伊藤桂司　ミック・イタヤ　谷田一郎　上野耕路　植田工　上出惠悟　ヒロ杉山　河村康輔　桑原茂一。
2025年『WAVE 2025』2025年1月24日 -3月3日。LURF GALLERY ：参加アーティスト
【WAVE BLUE】agoera / 浅野忠信 / 一条美由紀 / 伊藤桂司 / 今関絵美 / 牛木匡憲 / 岡村一輝 / 片寄優斗 / Kumi Takahashi / サイトウユウスケ / 笹部紀成 / JUN KANEKO / 白根ゆたんぽ / スガミカ / 空山基 / 高木真希人 / 高橋キンタロー / 辰巳菜穂 / 田中麻記子 / 田辺ヒロシ / 都築まゆ美 / 手島領 / Terry Johnson / 永井博 / フルフォード素馨 / ミヤギユカリ / 目黒ケイ / 森口裕二 / もりさこりさ / 吉實恵 / 田名網敬一（特別参加）
【WAVE YELLOW 】梅本匡志 / 角田麻有 / 加藤崇亮 / 櫻井万里明 / 杉山日向子 / 谷田一郎 / 張霆 / 友沢こたお / 中島友太 / 成山亜衣 / 樋口裕政 / 野口清村 / 廣島新吉 / ヒロ杉山 / MIRANDA YOKOTA / ruteN / 田名網敬一（特別参加）

## CM
- TBC （出演 木村拓哉）
- サントリー カクテルバー（音楽 椎名林檎）
- ラフォーレ バザール
- マイクロソフト Xbox 「登場」篇
- NTT東日本 フレッツ光（出演 SMAP）
- フィールズ 俺の空
- 日清食品 焼そばUFO 「香りかぐや姫登場」篇 （2005年 出演 松浦亜弥）
- キリンビール キリンのどごし＜生＞ 「海の家」篇 （2005年 出演 山口智充）
- ソニー Sony HandyCam HC1 「誕生」篇 （2005年）
- vodafone（現ソフトバンクモバイル） 着ぐるみケータイ 「ブル」篇 （2005年）
- 花王 ファミリーキュキュット 「クエン酸で安心除菌」篇 （2006年）
- NTTドコモ ファミリー割引 「卓球」篇 （2006年 出演 加藤あい）
- キリンビール キリンSperkling Hop 「テイスティング」篇 （2007年 出演 ウエンツ瑛士）
- アサヒ飲料 レモンを搾った三ツ矢サイダー 「野球」篇 （2008年 出演 新垣結衣）

ほか

## PV
- 宇多田ヒカル 「Fly Me To The Moon」
- テイトウワ 「火星」

ほか

## Short Film
- SmaSTATION!! 「太股」篇「秋山」篇
- 「Copet 」
- KITTY EX.

## 書籍
- 「谷田一郎の仕事と周辺」（六耀社）
- 「Windows and applen」谷田一郎・佐内正史（イマココ社）
- 「ゆめちゃんが泣く」谷田一郎・佐内正史・渡辺あや 少年文芸Vol2（新風舎）

## ゲーム
- 平成天才バカボン すすめ!バカボンズ（ビジュアルアーティスト）
- ROOMMANIA＃203 （キャラクターデザイン・アートディレクション・オープニングムービーディレクター）
- ニュールーマニア ポロリ青春（キャラクターデザイン・アートディレクション）

## 受賞歴
- 1987年日本グラフィック展　審査員賞
- 1990年日本グラフィック展　協賛企業賞
- 1992年パルコ賞
- 1996年東京ADC賞
- 1999年N.Y.ADC銀賞